# Ryan Pagente Jimenez
Ryan Pagente Jimenez (Dumaguete, 18 dicembre 1971) è un arcivescovo cattolico filippino, dal 6 luglio 2024 arcivescovo metropolita di Agaña.

## Biografia
Ryan Pagente Jimenez è nato a Dumaguete, nella provincia di Negros Oriental, il 18 dicembre 1971 ed è uno dei quattro figli di Rogelio e Lilia Jimenez.

### Formazione e ministero sacerdotale
È cresciuto a Siquijor, un'isola vicina, dove ha frequentato la Larena Elementary School dal 1978 al 1984 e poi ha studiato presso il seminario "San Giuseppe" a Negros Oriental per quattro anni. È poi entrato nel seminario "San Giuseppe" nel campus dell'Università Ateneo de Manila a Quezon City dove ha conseguito il bachelor's degree nel 1992. Come membro dei Jesuits Volunteers Philippines ha poi lavorato come organizzatore di comunità nelle Filippine meridionali per un anno. Dal 1993 al 1995 ha insegnato alla Sacred Heart School for Boys, una scuola superiore gesuita a Cebu City. Ha poi svolto il suo primo incarico nelle Isole Marianne Settentrionali, insegnando dal 1995 al 1997 all'Eskuelan San Francisco de Borja, una piccola scuola cattolica sull'isola di Rota. Ha completato gli studi in preparazione all'ordinazione presso il Saint Patrick's Seminary and University di Menlo Park, in California, ottenendo il baccalaureato in teologia sacra e poi il master's degree nella stessa disciplina.
L'8 giugno 2003 è stato ordinato presbitero per la diocesi di Chalan Kanoa nella cattedrale diocesana da monsignor Tomas Aguon Camacho. In seguito è stato vicario parrocchiale della parrocchia di Cristo Re a Garapan, nell'isola di Saipan, dal 2003 al 2007; segretario particolare del vescovo Tomas Aguon Camacho dal 2003 al 2010; direttore spirituale del Movimento dei Cursillos de Cristiandad dal 2005 al 2007; rettore della cattedrale di Nostra Signora del Monte Carmelo a Chalan Kanoa dal 2007 al 2008; presidente della commissione diocesana per l'eredità culturale della Chiesa dal 2008 al 2009; cancelliere vescovile dal 2009 al 2010 e amministratore apostolico della diocesi di Chalan Kanoa dal 28 novembre 2010 al 24 giugno 2016. È stato anche direttore del North Star, il settimanale diocesano, sovrintendente delle scuole cattoliche e membro del consiglio presbiterale.

### Ministero episcopale

Stemma di monsignor Jimenez come vescovo di Chalan Kanoa.

Il 24 giugno 2016 papa Francesco lo ha nominato vescovo di Chalan Kanoa. Ha ricevuto l'ordinazione episcopale il 14 agosto successivo dall'arcivescovo Savio Hon Tai-Fai, segretario della Congregazione per l'evangelizzazione dei popoli, co-consacranti il vescovo emerito di Chalan Kanoa Tomas Aguon Camacho e il vescovo di Dumaguete Julito Buhisan Cortes. La mattina di quel giorno un evento ciclistico chiamato Bike The Faith ha celebrato i suoi sforzi per costruire una comunità interreligiosa.
Ha continuato a perfezionare la sua formazione presso la Graduate School of Religion and Religious Education dell'Università Fordham di New York, che fornisce servizi di istruzione a distanza alle comunità difficili da raggiungere. Ha affermato di aver bisogno di imparare ad accompagnare comunità diverse, come quella LGBT e i migranti di diverse tradizioni che si sentono indesiderati in istituzioni non familiari.
Nel dicembre del 2011 e nel settembre del 2019 ha compiuto la visita ad limina.
Nel novembre del 2023 è stato eletto presidente della Conferenza episcopale del Pacifico (CEPAC)  e nel maggio del 2024 vicepresidente della Federazione delle conferenze dei vescovi cattolici dell'Oceania (FCBCO).
Il 6 luglio 2024 papa Francesco lo ha nominato arcivescovo metropolita di Agaña. Ha preso possesso dell'arcidiocesi il 15 agosto successivo, solennità dell'Assunzione della Beata Vergine Maria, con una cerimonia tenutasi nella basilica cattedrale del Dolcissimo Nome di Maria ad Hagåtña.
È anche consulente del sottocomitato per gli affari asiatici e delle isole del Pacifico della Conferenza dei vescovi cattolici degli Stati Uniti.
Da quando è vescovo si è allenato e ha corso diverse maratone come quella di Honolulu del 2016, quella di New York del 2017, quella di Bordeaux del 2019 e quella di Chicago del 2021.

## Genealogia episcopale
La genealogia episcopale è:
- Cardinale Scipione Rebiba
- Cardinale Giulio Antonio Santori
- Cardinale Girolamo Bernerio, O.P.
- Arcivescovo Galeazzo Sanvitale
- Cardinale Ludovico Ludovisi
- Cardinale Luigi Caetani
- Cardinale Ulderico Carpegna
- Cardinale Paluzzo Paluzzi Altieri degli Albertoni
- Papa Benedetto XIII
- Papa Benedetto XIV
- Papa Clemente XIII
- Cardinale Bernardino Giraud
- Cardinale Alessandro Mattei
- Cardinale Pietro Francesco Galleffi
- Cardinale Giacomo Filippo Fransoni
- Cardinale Antonio Saverio De Luca
- Arcivescovo Gregor Leonhard Andreas von Scherr, O.S.B.
- Arcivescovo Friedrich von Schreiber
- Arcivescovo Franz Joseph von Stein
- Arcivescovo Joseph von Schork
- Vescovo Ferdinand von Schlör
- Arcivescovo Johann Jakob von Hauck
- Vescovo Ludwig Sebastian
- Cardinale Joseph Wendel
- Arcivescovo Josef Schneider
- Vescovo Josef Stangl
- Papa Benedetto XVI
- Arcivescovo Savio Hon Tai-Fai, S.D.B.
- Arcivescovo Ryan Pagente Jimenez